# کامانا
کامانا (به اسپانیایی: Camaná) یک منطقهٔ مسکونی در پرو است که در Camaná District واقع شده‌است. کامانا ۱۳٬۳۰۴ نفر جمعیت دارد و ۱۵ متر بالاتر از سطح دریا واقع شده‌است.